# Comparaison des clients de messagerie LAN
Les tableaux suivants comparent des informations générales et techniques pour un certain nombre de client de messagerie en réseau local.

## Informations générales
Informations de base sur les clients de messagerie en réseau local: créateur/société, licence/prix, etc.
|                      | Protocole                 | Auteur, créateur     | Date de la première publication | Dernière version stable      | Prix                       | Licence      | Langage de programmation |
| -------------------- | ------------------------- | -------------------- | ------------------------------- | ---------------------------- | -------------------------- | ------------ | ------------------------ |
| BeeBEEP ,            | BeeBEEP Protocol          | Marco Mastroddi      | 2010                            | 5.8.4 (7 janvier 2021)       | Libre                      | QPL          | C++ and Qt               |
| Bit Chat             | Bit Chat Protocol         | Technitium           | 2011                            | 4.5.1 (24 septembre 2016)    | Libre                      | GNU GPLv3    | C#                       |
| BORGChat             | ?                         | Ionut Cioflan        | 2002                            | v1.0.0 b438                  | Libre                      | Freeware     | ?                        |
| iChat                | Bonjour IM Protocol       | Apple Inc.           | 2003                            | 5.0.3 (745) (26 avril 2010)  | Non-libre, bundled with OS | propriétaire | Likely Objective-C       |
| iptux                | Windows Messenger service | Jally, ManPT, others | 2008                            | 0.51 (20 novembre 2009)      | Libre                      | GNU GPL      | ?                        |
| LinPopUp             | Windows Messenger service | Jean-Marc Jacquet    | 2000                            | 1.2.0 (Debian, 7 avril 2008) | Libre                      | GNU GPL      | C                        |
| Miranda IM           | Windows Messenger service | Roland Rabien        | 2000                            | 0.10.56 (12 août 2016)       | Libre                      | GNU GPL      | C/C++                    |
| Pidgin               | ?                         | Mark Spencer, others | 1998                            | 2.11.0 (20 juin 2016)        | Libre                      | GNU GPL      | C                        |
| Qualia LAN Messenger | LAN Messenger protocol    | Qualia Technologies  | 2010                            | 1.2.37 (10 novembre 2016)    | Libre                      | GNU GPL      | C++                      |

## Support de système d'exploitation
Les systèmes d'exploitation que les clients de messagerie peuvent utiliser sans émulateurs logiciels.
|                      | Windows | OS X | Linux | BSD | Unix |
| -------------------- | ------- | ---- | ----- | --- | ---- |
| BeeBEEP              | Oui     | Oui  | Oui   | Oui | Oui  |
| Bit Chat             | Oui     | Non  | Oui   | Non | Non  |
| BORGChat             | Oui     | Non  | Non   | Non | Non  |
| iChat                | Non     | Oui  | Non   | Non | Non  |
| iptux                | Non     | Non  | Oui   | Non | Non  |
| LinPopUp             | Non     | Non  | Oui   | Non | Non  |
| Miranda IM           | Oui     | Non  | Non   | Non | Non  |
| Qualia LAN Messenger | Oui     | Oui  | Oui   | Non | Oui  |

## Caractéristiques
Liste de fonctionnalités que chaque client supporte.
|                      | Toolkits ou SDKs | Messages privés | Chat privé | Chat publique | Panneau de messages | Encryption | Transfert de fichiers | Unicode (UTF-8) | Filtrage de message | Smileys graphiques | Sauvegarde des messages | Tableau blanc | Terminal Service | Support d'Active Directory | Sans serveur |
| -------------------- | ---------------- | --------------- | ---------- | ------------- | ------------------- | ---------- | --------------------- | --------------- | ------------------- | ------------------ | ----------------------- | ------------- | ---------------- | -------------------------- | ------------ |
| BeeBEEP              | Non              | Oui             | Oui        | Oui           | Oui                 | Oui        | Oui                   | Oui             | Oui                 | Oui                | Oui                     | Non           | Non              | Oui                        | Oui          |
| Bit Chat             | Non              | Oui             | Oui        | Oui           | Non                 | Oui        | Oui                   | Oui             | Non                 | Non                | Oui                     | Non           | Non              | Non                        | Oui          |
| BORGChat             | Non              | Oui             | Oui        | Oui           | Oui                 | Non        | Oui                   | Non             | Oui                 | Oui                | Oui                     | Non           | Non              | Non                        | Oui          |
| iChat 1              | Non              | Oui             | Oui        | Oui           | Non                 | Non        | Oui                   | Non             | Non                 | Non                | Non                     | Non           | Non              | Non                        | Non          |
| iptux                | Non              | Oui             | Oui        | Non           | Non                 | Non        | Oui                   | Oui             | Non                 | Non                | Non                     | Non           | Non              | Non                        | Oui          |
| LinPopUp             | Non              | Oui             | Oui        | Oui           | Non                 | Oui        | Non                   | Non             | Non                 | Non                | Non                     | Non           | Non              | Non                        | Oui          |
| Miranda IM           | ?                | Oui             | ?          | ?             | ?                   | ?          | Oui                   | Oui             | ?                   | Oui                | Oui                     | ?             | ?                | ?                          | Oui          |
| Qualia LAN Messenger | Non              | Oui             | Oui        | Oui           | Non                 | Oui        | Oui                   | Oui             | Non                 | Oui                | Oui                     | Non           | Non              | Non                        | Oui          |

Note 1: Utilise le protocole Apple Bonjour